# Obradoiro CAB
Der Obradoiro Clube de Amigos do Baloncesto (deutsch Obradoiro Klub der Freunde des Basketballs), auch bekannt unter dem Sponsornamen Monbus Obradoiro, ist ein spanischer Basketballverein aus der galicischen Hauptstadt Santiago de Compostela. Die erste Mannschaft spielt in der spanischen Liga ACB. Die Heimspiele werden im 5.065 Zuschauer fassenden Pavillón Multiusos Fontes do Sar bestritten.

## Geschichte
Obradoiro CAB wurde am 6. Oktober 1970 ins Leben gerufen und begann in der Saison 1970/71 in der dritten Spielklasse. Nach mehreren Jahren in der dritten und der zweiten Division, glückte 1981/82 schließlich erstmals der Aufstieg in die Primera Division. Im Folgejahr erreichte das Team jedoch nur zwei Siege und beendete die Saison auf dem 14. und letzten Platz.
In der Saison 1989/90 qualifizierte sich Obradoiro CAB für das Aufstiegs-Play-off, scheiterte dort jedoch an Juver Murcia.
Diese Begegnung sollte ein juristisches Nachspiel haben, denn die Mannschaft aus Murcia setzte den Argentinier Esteban Pérez mit einem gefälschten Ausweis als Spanier ein. Die sportlichen Instanzen entschieden gegen die Galicier und so stieg Juver Murcia in die Liga ACB auf. Während die erste Mannschaft von Obradoiro CAB in der Folge bis in die Regionalliga abstieg, kämpfte der Klub vor Gericht weiter um die Aufnahme in die Liga ACB. Der Fall ging bis zum Obersten Gerichtshof, der im Sommer 2003 Obradoiro Recht gab, jedoch verlangte der Ligaverband nun die Aufnahmegebühr von rund drei Millionen Euro, um an der höchsten Spielklasse teilnehmen zu dürfen. Erneut ging Obradoiro gerichtlich vor, um nur den im Jahr 1990 vorgeschriebenen Betrag von rund 600.000 Euro zahlen zu müssen. Am 27. November 2007 bekam der Klub auch hier recht und am 15. Juni 2009, 19 Jahre nach dem umstrittenen Play-off, wurde Obradoiro, das zu jener Zeit nur in der Regionalliga spielte, in die Liga ACB aufgenommen.
Die erste Spielzeit beendete der Klub auf dem 17. und vorletzten Platz und stieg folglich in die LEB Oro ab. In der Saison 2010/11 gelang Obradoiro im Grunddurchgang der zweite Platz, im Aufstiegs-Play-off setzte man sich im Finale mit 3:1 gegen Ford Burgos durch und erreichte somit den Wiederaufstieg in die Liga ACB.
In der Saison 2012/13 erreichten die Galicier im Grunddurchgang Platz acht und qualifizierten sich somit zum ersten Mal in der Vereinsgeschichte für das Play-off um die Meisterschaft. Im Viertelfinale scheiterte das Team mit 0:2 am späteren Meister Real Madrid.

## Namen
Im Laufe der Geschichte firmierte der Klub unter mehreren Sponsorennamen:
- Feiraco Obradoiro: Während der 1970er und 1980er Jahre
- Óptica Val Obradoiro: bis 2009
- Xacobeo Blu:sens: 2009–2010
- Blu:sens Monbus: 2010–2013
- Rio Natura Monbus: 2013–2014
- Rio Natura Monbus Obradoiro: 2014–2017
- Monbus Obradoiro: seit 2017

## Bekannte Spieler
- Paul Davis
- Nihad Đedović
- Rafael Hettsheimeir
- Marc Jackson
- Levon Kendall
- Maximilian Kleber
- Stephane Lasme
- Jeremiah Massey
- Salah Mejri
- Andreas Obst
- Konstantinos Vasiliadis